# Ivor Malherbe
Ivor Malherbe (* 5. Oktober 1962 in Yverdon-les-Bains) ist ein Schweizer Jazzmusiker (Kontrabass, auch E-Bass) und Radio-Moderator.

## Leben und Wirken
Malherbe erlernte zunächst klassisches Klavier. 1978 wechselte er zum Kontrabass und in den Jazz. 1984 holte ihn Yvan Ischer in seine Band Jazzistic mit Daniel Thentz, die 1986 mit Curtis Fuller tourte. Dann arbeitete er mit Raymond Court (CD Beautiful Friendship, 1988). Seit Ende der 1980er gehörte er dem Oktett von François Lindemann an, mit dem er 1992 durch Nordamerika tourte und mit dem mehrere Alben entstanden. Malherbe war dann Teil von verschiedenen kollaborativen Trioformationen. Daneben war er Mitglied des Trios von Thierry Lang, mit dem er auch Toots Thielemans begleitete und vier Alben einspielte. Mit der Big Band de Lausanne und der Jérôme Thomas Big Band ist er jeweils auf mehreren Alben zu hören.
Malherbe spielte weiterhin mit Maurice Magnoni, Pascal Rinaldi, Lee Konitz, Woody Shaw, Franco Ambrosetti, Antonio Faraò, Art Farmer, George Gruntz, Mick Goodrick, George Robert und Philippe Cornaz/Philippe Dragonetti. Er hat insgesamt etwa 30 Alben aufgenommen; Tom Lord listet 26 Aufnahmen zwischen 1984 und 2004.
Seit 1990 ist er zudem als Moderator von Jazzsendungen auf dem Kultursender Espace 2 von Radio Suisse Romande tätig. Weiterhin war er Lehrer an der École de jazz et de musique actuelle in Lausanne.

## Diskographische Hinweise
- Moncef Genoud, Jean-Luc Lavanchy, Ivor Malherbe with Bob Berg New York Journey (Seeds Records 1990)
- Jean-Philippe Zwahlen, Marc Erbetta, Ivor Malherbe ZEM: La consuma (NOB 1994)
- Julia Freedman, Gaspard Glaus, Ivor Malherbe Every Time We Say Goodbye (Espace 2 1995)
- Stefano Saccon Underscore Live at Bird's Eye (Altrisuoni 2002, mit Enrico Rava, Leo Tardin, Norbert Pfammatter)